# 1807
Năm 1807 (MDCCCVII) là một năm thường bắt đầu vào thứ Năm theo lịch Gregory (hay một năm thường bắt đầu vào ngày thứ Ba, chậm hơn 12 ngày, theo lịch Julius).

## Sự kiện năm 1807

### Tháng 1 - tháng 3
- Tháng 2 - Hoàng đế Napoléon Bonaparte tấn công quân Nga.
- 7 tháng 2 - Đế chế Pháp thứ nhất của Napoléon đã bắt đầu khai chiến với Đế quốc Nga và Vương quốc Phổ thuộc Liên minh chống Pháp thứ 4 tại trận Eylau ở Eylau, Ba Lan.
- 8 tháng 2 - trận Eylau - Napoleon chấm dứt trận chiến bất phân thắng bại với quân Nga dưới sự chỉ huy của Bennigsen.
- 19 tháng 2 - ở Alabama, cựu phó tổng thống Hoa Kỳ Aaron Burr bị xét xử về tội âm mưu và đã được tuyên trắng án.
- 2 tháng 3 - Nghị viện Hoa Kỳ thông qua một đạo luật "cấm nhập khẩu nô lệ vào tất cả các cảng thuộc chủ quyền Hoa Kỳ...từ bất kỳ vương quốc nước ngoài, địa điểm, Quốc gia nước ngoài nào" (hiệu lực từ ngày 1 tháng 1 năm 1808).
- 25 tháng 3
  - Đạo luật buôn bán nô lệ trở thành luật, xóa bỏ chế độ mua bán nô lệ ở đế quốc Anh.
  - Đường sắt Swansea và Mumbles, lúc đó có tên là tuyến đường sắt Oystermouth, trở thành tuyến đường ray vận chuyển khách đầu tiên trên thế giới.
- 29 tháng 3 - H. W. Olbers phát hiện ra tiểu hành tinh Vesta.
- 14 tháng 6 - trận Friedland - quân Pháp do Hoàng đế Napoléon Bonaparte và Thống chế Jean Lannes thống lĩnh đã đại thắng quân Nga do Bennigsen chỉ huy.

## Sinh năm 1807
- Bùi Hữu Nghĩa
- Giuseppe Garibaldi
- Huỳnh Mẫn Đạt
- Robert E. Lee
- Henry Wadsworth Longfellow
- Nguyễn Bá Nghi
- Thiệu Trị
- Vũ Duy Thanh

## Mất năm 1807
- John Newton
- Trịnh Nhất
- Nguyễn Từ phi